# Erebor
A Montanha Solitária, ou Erebor em Sindarin, dentro das obras de fantasia criadas por J. R. R. Tolkien, era uma montanha que ficava a leste da Floresta das Trevas e a oeste das Colinas de Ferro. 
A Montanha Solitária (Erebor) possui este nome por constituir na paisagem regional como uma forma isolada. Devido a sua posição geográfica favorável e seu isolamento, do alto da montanha há uma impressionante vista de uma boa parte da Terra-média, principalmente da região de Rhovanion e áreas adjacentes. Do alto pode-se observar ao sul o Lago Comprido e  Esgaroth (Cidade do Lago) que dista a 48 quilômetros bem como o reino de Valle entre a Cidade e a Montanha. Também se pode verificar o Rio Corrente fluindo em direção ao sudeste até chegar em sua foz no grande mar interno, o Rhûn. 
Do alto de Erebor e olhando para o oeste tem-se uma importante visão da Floresta das Trevas setentrional e mais ao oeste a cadeia das Montanhas Sombrias. Para o norte avista-se a região planáltica do Urzal Seco; é desta porção da Terra-média que veio o Dragão Smaug e de onde ambos se reproduziam, e mais ao norte, as Ered Mithrin (as Montanhas Cinzentas). Estes domínios estão a uma distância aproximada de 80 quilômetros de Erebor.
Para o leste têm-se as amplas e mais orientais planícies de Rhovanion até chegar ao importante reino dos anões localizado nas Colinas de Ferro, antigo lar de Dáin-Pé-de-Ferro, que posteriormente mudou para Erebor. As vastas Colinas de Ferro estão a 208 quilômetros nas suas porções mais ocidentais e seus domínios orientais estão a 560 quilômetros.
Erebor foi colonizada inicialmente  por Thráin I, que veio com uma grande parte do povo de Dúrin após fugir de Moria e fundou o reino sob a montanha em 1999 da Terceira Era. 
O reino foi diminuído por um tempo (entre 2190 e 2590) em número e glórias enquanto os reis do povo de Durin residiam em Ered Mithrin, mas dragões fizeram com que Thrór retornasse a Erebor em 2590.
A fama e a riqueza de Erebor cresceu por quase duzentos anos até que em 2770 o dragão Smaug atacou o reino anão e passou a residir em Erebor com seu tesouro, onde permaneceu até 2941, quando foi perturbado por Thorin e sua companhia, e morto por Bard com a chamada flecha negra (único artefato capaz de penetrar as escamas de dragão). 
Após a morte de Thorin, seu primo Dáin II Pé-de-Ferro restabeleceu o Reino sob a Montanha e seus salões tornaram-se novamente belos e seu povo rico. Durante a Guerra do Anel, Erebor foi cercada por forças dos orientais, mas após a queda de Sauron, os anões e os homens de Valle eliminaram os atacantes. Na Quarta Era, Erebor era independente, mas foi aliado e protegido do reino reunificado.

## Descrições de J. R. R. Tolkien
"Bilbo então viu uma paisagem. As terras abriam-se amplas ao seu redor, cheias da água do rio que subdividia-se em centenas de cursos tortuosos, ou parava em pântanos ou lagos pontilhados de ilhotas por todos os lados; mas, mesmo assim, uma forte correnteza avançava pelo meio. E, na distância, a cabeça escura, enfiada numa nuvem rasgada, assomava a Montanha! Não se viam seus vizinhos mais próximos ao nordeste nem o terreno acidentado que ligava a eles. Sozinha se erguia, olhando para a floresta atraves dos pântanos. A montanha Solitária! Bilbo viera de longe e enfrentara muitas aventuras para vê-la, e agora não gostava nem um pouco de sua aparência."

## Adaptações
The Lonely Mountain: Lair of Smaug the Dragon é um jogo de tabuleiro produzido em 1985 pela Iron Crown Enterprises, desenhado por Coleman Charlton, que apresenta grupos de aventureiros, ou anões, elfos, orcs ou humanos que devem entrar covil de Smaug para capturar seu tesouro antes que ele desperte.
"Erebor", especificamente as esporas do sul da montanha e Valle, é um mapa jogável em The Lord of the Rings: The Battle for Middle-earth II. Ele tem três portas, inclusive a que Tolkien descreveu, e duas delas não podem ser fechadas, para permitir que aqueles que jogam como as forças invasoras possam entrar facilmente na fortaleza.

## Homenagens
A União Astronómica Internacional nomeou todas as montanhas de Titã, lua de Saturno, com nomes de montanhas da obra de Tolkien.  Em 2012, uma montanha titaniana recebeu o nome de "Erebor Mons".